# 뤄러린
뤄러린(羅樂林, 나낙림, 1944년 10월 20일 ~ )은 중화인민공화국 홍콩 특별행정구의 연극배우, 영화배우, 텔레비전 연기자이다. 한때 1968년에 잠시 사용한 초기 예명은 뤄뤄린(羅落琳)이다.

## 생애
영국령 홍콩에서 출생하였고 지난날 한때 중화인민공화국 광둥성 차오저우에서 잠시 유아기를 보낸 적이 있는 그는 1965년 연극배우 첫 데뷔하였고 1967년 뮤지컬배우 데뷔하였으며 1972년 영화 《악객(惡客)》의 단역 출연을 통하여 영화배우 데뷔하였고 1975년 이후 텔레비전 드라마에도 출연하기 시작하였다.